# Morre (Billbach)
Die Morre oder im Unterlauf auch Saubach ist der linke Quellbach des Billbachs im baden-württembergischen und bayerischen Odenwald.

## Geographie

### Morrequelle

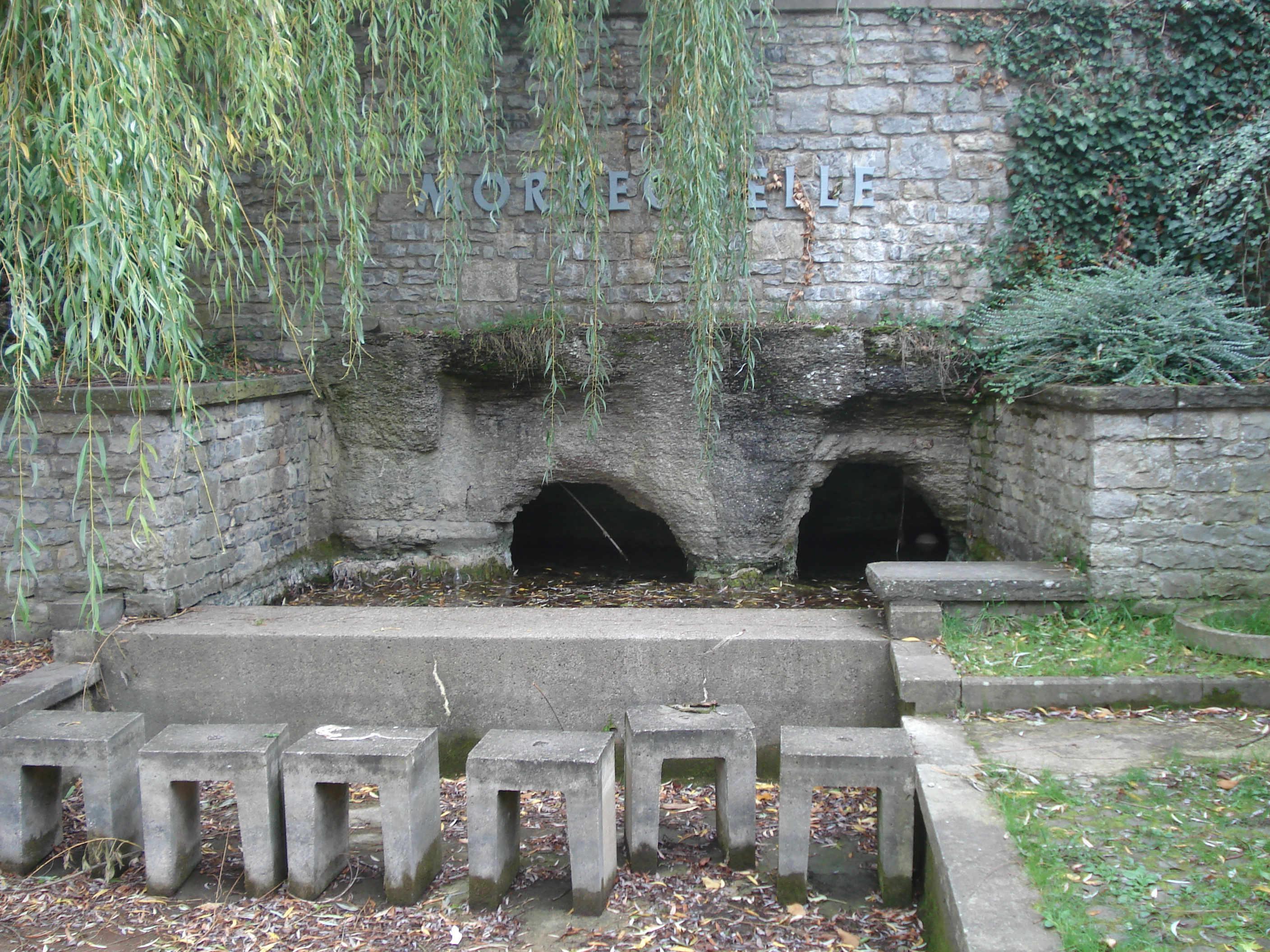
Die Morrequelle (versiegt)

Die Morre entspringt einer gefassten Karstquelle in der Ortsmitte von Hettingen. Das Quellwasser fließt direkt aus einem Felsen, welcher der Ausgang eines verzweigten unterirdischen Karsthöhlensystems im Unteren Muschelkalk ist. Die Anlage um die Quelle wurde in den 1970ern erbaut. Die Morrequelle versiegt meist an trockenen Tagen.

### Verlauf
Nach ihrer Quelle verläuft die Morre nach Westen durch die Stadt Buchen, knickt dann Richtung Nordnordwesten ab und nimmt den Hollerbach auf. Nach etwa 3,2 km mündet ihr größter Zufluss, das Steinbächle von links. Die Morre fließt durch Hettigenbeuern nach Bayern und erreicht Zittenfelden. Westlich von Schneeberg vereinigt sich die Morre von links mit dem kleineren Marsbach zum kurzen Billbach, der dann über die Mud in den Main entwässert.

### Einzugsgebiet
Die Morre hat ein Einzugsgebiet von etwa 101 km², das sektorartig spitz auf ihren Zusammenfluss mit dem etwas kleineren Marsbach zuläuft, dessen Einzugsgebiet im Nordosten angrenzt. Auf dem größten Teil dieser Wasserscheide konkurriert jenseits dessen linker Zufluss Eiderbach. An der südöstlichen und südlichen Wasserscheide grenzt der Entwässerungsbereich der über die Jagst zum Neckar laufenden Seckach an, an der südwestlichen kurz derjenige des Neckar-Zuflusses Elz. Westlich des gesamten Einzugsgebietes bis zurück zur Mündung ganz im Norden läuft die Mud beständig konvergent. An dieser oft sehr dicht am oberen Mudtal verlaufenden Wasserscheide hat es seine mit bis zu 478,5 m ü. NHN größten Höhen.
Das Einzugsgebiet teilt sich naturräumlich auf in einen recht kleinen Anteil im Unterraum Buchener Platte des Baulandes. Schon in Buchen selbst beginnt dann der viel größere im Sandstein-Odenwald, die Höhen liegen überwiegend im Unterraum Winterhauch, der Talverlauf schon bald im Unterraum Oberes Mudtal, zu dem auch die Talungen der großen Mudzuflüsse gerechnet werden.

### Zuflüsse
Liste der Zuflüsse von der Quelle zur Mündung. Gewässerlänge und Einzugsgebiet nach den entsprechenden Layern auf der Onlinekarte der LUBW. Andere Quellen für die Angaben sind vermerkt.
Auswahl.
- Daunbächle, von links, 2,1 km und 2,4 km².
Speist und entwässert den Dauntalweiher, 0,4 ha.
- Hühnergründlein, von rechts, 0,7 km und ca. 0,6 km².[LUBW 6]
- Bödigheimerbach, von links, 2,6 km und 4,8 km².
- Hainsterbach, von rechts, 3,9 km und 6,2 km².
- Hollerbach, von links, 5,5 km und 11,3 km².
Speist und entwässert den Hollersee, 1,2 ha.
- Hebberggraben, von rechts, 1,8 km und ca. 1,3 km².[LUBW 6]
- (Bach aus der Arnbergklinge), von rechts, 1,1 km und ca. 1,2 km².[LUBW 6]
- Steinbächle, von links, 8,9 km und 21,0 km².
- Zielbüschlegraben, von links, 0,3 km und über 0,2 km².[LUBW 6]
- Taubenklingengraben, von links, 1,6 km und 1,7 km².
- Retzwiesengraben, von rechts, 0,7 km und über 0,1 km².[LUBW 6]
- Seichterbach, von rechts auf ca. 239 m ü. NHN[LUBW 1], 2,3 km und 4,3 km².
- Hornbächle, von rechts, 1,2 km und ca. 2,5 km².[LUBW 6]
- Winterbach, von links, 3,8 km und 4,7 km²
- Mannest, von links, 1,1 km und 3,5 km².
- Bauernwaldbach, von links, 0,3 km und ca. 0,1 km²[LUBW 6]
- (Bach aus der Katzenklinge), von links, 0,9 km und 1,5 km².
- (Bach aus der Mausklinge), von rechts, ca. 0,8 km[BA 1] und ca. 1,1 km².[BA 2][LUBW 6]
- Hesselbrunngraben, von links, ca. 1,0 km[BA 1] und ca. 1,5 km².[BA 2]
- Müllersbrunngraben, von links, ca. 1,4 km[BA 1] und ca. 2,5 km².[BA 2]
- (Bach aus der Zittenfeldener Quelle), von links, ca. 0,5 km[BA 1] und ca. 0,2 km².[BA 2]
- (Bach vom Hambrunner Berg), von rechts, ca. 0,8 km[BA 1] und ca. 1,3 km².[BA 2]

### Flusssystem Billbach
- Liste der Fließgewässer im Flusssystem Billbach

## Geologie, Landschaft und Schutzgebiete
Die Morre entsteht im Unteren Muschelkalk, der am Nordwestrand des ackerlandreichen Baulandes zum Odenwald in einem nur wenige Kilometer breiten Streifen ausstreicht. Gleich nach Buchen tritt sie in den östlichen Odenwald ein, wo Buntsandstein den Untergrund bildet. In dieser Waldlandschaft fließt sie im immer tieferen Kerbsohlental bis zu ihrem Zusammenfluss mit dem Marsbach.
Das nahezu unberührte obere Morretal zwischen Buchen und Hettigenbeuren wurde mit Verordnung des damaligen Landratsamts Buchen vom 24. April 1940 mit einer Größe von 167,1 Hektar als Landschaftsschutzgebiet ausgewiesen. Es hat die Schutzgebietsnummer 2.25.014 und ist Bestandteil des FFH-Gebiets „Odenwaldtäler Buchen-Walldürn“. Das Morretal wird wegen mehrerer Mühlen im Oberlauf auch „Mühltal“ genannt. Zwischen 1345 und 1976 wurde die Morre zur Wiesenwässerung genutzt. Heute sind noch die Überreste der dazu erbauten Wehre, Stützmauern und Gräben zu sehen.

### LUBW
Amtliche Online-Gewässerkarte mit passendem Ausschnitt und den hier benutzten Layern: Lauf und Einzugsgebiet der Morre

Allgemeiner Einstieg ohne Voreinstellungen und Layer: Daten- und Kartendienst der Landesanstalt für Umwelt Baden-Württemberg (LUBW) (Hinweise)
1. 1 2 3  Höhe nach dem Höhenlinienbild auf dem Hintergrundlayer Topographische Karte.
2. 1 2  Länge nach dem Layer Gewässernetz (AWGN).
3. ↑  Einzugsgebiet aufsummiert aus den Teileinzugsgebieten nach dem Layer Basiseinzugsgebiet (AWGN).
4. ↑  Höhe nach schwarzer Beschriftung auf dem Hintergrundlayer Topographische Karte.
5. ↑  Einzugsgebiet nach dem Layer Basiseinzugsgebiet (AWGN).
6. 1 2 3 4 5 6 7 8  Einzugsgebiet abgemessen auf dem Hintergrundlayer Topographische Karte.

### BayernAtlas („BA“)
Amtliche Online-Gewässerkarte mit passendem Ausschnitt und den hier benutzten Layern: Lauf und Einzugsgebiet der Morre/des Saubachs in Bayern

Allgemeiner Einstieg ohne Voreinstellungen und Layer: BayernAtlas der Bayerischen Staatsregierung (Hinweise)
1. 1 2 3 4 5  Länge abgemessen auf dem Hintergrundlayer Amtliche Karte.
2. 1 2 3 4 5  Einzugsgebiet abgemessen auf dem Hintergrundlayer Amtliche Karte.

### Andere Belege
1. ↑  Otto Klausing: Geographische Landesaufnahme: Die naturräumlichen Einheiten auf Blatt 151 Darmstadt. Bundesanstalt für Landeskunde, Bad Godesberg 1967. → Online-Karte (PDF; 4,3 MB)
2. ↑  Horst Mensching, Günter Wagner: Geographische Landesaufnahme: Die naturräumlichen Einheiten auf Blatt 152 Würzburg. Bundesanstalt für Landeskunde, Bad Godesberg 1963. → Online-Karte (PDF; 5,3 MB)